# Bec de Perdiu
Bec de Perdiu es un cultivar de higuera de tipo higo común Ficus carica, bífera (con dos cosechas por temporada de brevas e higos de otoño), con higos de epidermis de color de fondo negro rojizo con sobre color marrón rojizo ubicado en la zona del cuello. Se cultiva en la colección de higueras de Montserrat Pons i Boscana en Llucmajor, Islas Baleares.

## Sinonimia
- „sin sinónimo“,[4][6][7]

## Historia
Actualmente la cultiva en su colección de higueras baleares Montserrat Pons i Boscana, rescatada de un ejemplar o higuera madre localizada en el término de Llucmajor en terreno de monocultivo.
La variedad 'Bec de Perdiu' es una variedad de reciente introducción de cultivo en las Islas Baleares, probablemente originaria de la zona de Tarragona. Su nombre probablemente se origina por la similitud del cuello del higo al del pico de perdiz (Bec:Pico, en catalán).

## Características
La higuera 'Bec de Perdiu' es una variedad bífera de tipo higo común. Árbol de vigorosidad alta, con un buen desarrollo, copa redondeada e irregular de hojas bastante espesas. Sus hojas son de 3 lóbulos (80% a 90%) y de 1 lóbulo (10% a 20%). Sus hojas con dientes presentes márgenes ondulados. 'Bec de Perdiu' tiene poco desprendimiento de higos, un rendimiento productivo elevado y periodo de cosecha medio. La yema apical cónica de color verde amarillento.
Los frutos de la higuera 'Bec de Perdiu' son higos de un tamaño de longitud x anchura:35 x 41 mm, con forma cucurbiforme tanto en brevas como en higos, que presentan unos frutos grandes y vistosos, simétricos, uniformes de dimensiones con un pequeño porcentaje de frutos aparejados así como de formaciones anormales, de unos 32,546 gramos en promedio (grandes en brevas y más pequeños en higos), de epidermis con consistencia mediana, grosor de la piel delgado de textura fina y más bien blanda, con color de fondo negro rojizo con sobre color marrón rojizo ubicado en la zona del cuello. Ostiolo de 1 a 3 mm con escamas pequeñas oscuras. Pedúnculo de 3 a 5 mm cilíndrico verde oscuro. Grietas ausentes. Costillas marcadas. Con un ºBrix (grado de azúcar) de 19 de sabor jugoso poco dulce, con color de la pulpa rojo. Con cavidad interna ausente o muy pequeña, con aquenios medianos. Los frutos maduran durante un periodo de cosecha medio, de un inicio de maduración en las brevas el 10 de junio y de la cosecha principal de higos sobre el 12 de agosto a 28 de septiembre. Rendimiento productivo elevado y periodo de cosecha mediano.
Se usa como higos frescos y secos en alimentación humana. De fácil desprendimiento y mediana facilidad de pelado. Sensibles a las condiciones climáticas adversas. Medianamente resistentes al transporte y a la apertura del ostiolo.

## Cultivo
'Bec de Perdiu', se utiliza como higos frescos y secos en humanos. Se está tratando de recuperar de ejemplares cultivados en la colección de higueras baleares de Montserrat Pons i Boscana en Llucmajor.